# خليل درويش أوغلي
خليل درويش أوغلي (مواليد 8 ديسمبر 1999) هو لاعب كرة قدم تركي يلعب كمهاجم في غلطة سراي.

## روابط خارجية
- خليل درويش أوغلي على موقع الاتحاد الأوربي (الإنجليزية)
- خليل درويش أوغلي على موقع اتحاد تركيا (لاعب) (الإنجليزية)
- خليل درويش أوغلي على موقع قاعدة بيانات كرة القدم.إي يو (الإنجليزية)
- خليل درويش أوغلي على موقع ناشيونال فوتبول تيمز (الإنجليزية)
- خليل درويش أوغلي على موقع Soccerbase.com (لاعب) (الإنجليزية)
- خليل درويش أوغلي على موقع Soccerway.com (الإنجليزية)
- خليل درويش أوغلي على موقع عالم كرة القدم.نت (الإنجليزية)